# Borgu

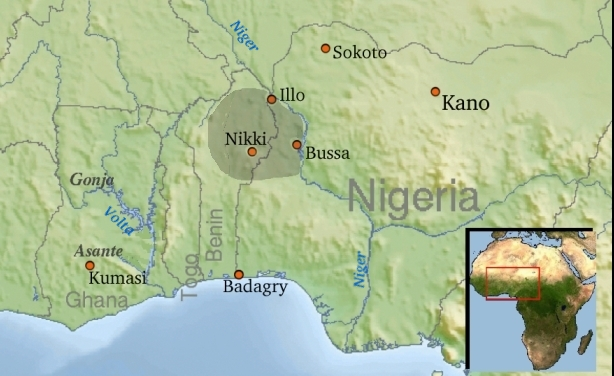
Território Borgu

Borgu foi um país na África, repartido entre o Império Britânico e França pela Convenção anglo-francesa de 1898. Encontra-se no que é agora a Nigéria e a República da Benin.
O povo de Borgu eram conhecidos como Bariba e Borgawa.
A maior parte Leste do país onde as pessoas Borgu (Dar Borgu)  relatadas na primeira metade do século XIX era Wolqayt no noroeste da Etiópia. Este grupo é descendente de um destacamento de muçulmanos que tinham cumprido seus haje (peregrinação a Meca), e decidiram por se instalarem em Walqayt em vez de completarem a sua viagem. Seus  descendentes, hoje falam a língua tigrínia, são agora chamados Tsellim Bet ("House of the Black"), misturados com outros grupos de origem central africana.